# Іденбург (Пенсільванія)
Іденбург (англ. Edenburg) — переписна місцевість (CDP) в США, в окрузі Беркс штату Пенсільванія. Населення — 708 осіб (2020).

## Географія
Іденбург розташований за координатами 40°33′56″ пн. ш. 75°57′35″ зх. д. / 40.56556° пн. ш. 75.95972° зх. д. (40.565512, -75.959644).  За даними Бюро перепису населення США в 2010 році переписна місцевість мала площу 1,60 км², з яких 1,50 км² — суходіл та 0,10 км² — водойми.

## Демографія
Згідно з переписом 2010 року, у переписній місцевості мешкала 681 особа в 274 домогосподарствах у складі 206 родин. Густота населення становила 425 осіб/км².  Було 302 помешкання (189/км²).
Расовий склад населення:
| - 95,9 % — білих - 1,2 % — чорних або афроамериканців - 0,6 % — азіатів |

До двох чи більше рас належало 2,2 %. Частка іспаномовних становила 1,2 % від усіх жителів.
За віковим діапазоном населення розподілялося таким чином: 21,3 % — особи молодші 18 років, 61,5 % — особи у віці 18—64 років, 17,2 % — особи у віці 65 років та старші. Медіана віку мешканця становила 43,8 року. На 100 осіб жіночої статі у переписній місцевості припадало 91,3 чоловіків;  на 100 жінок у віці від 18 років та старших — 94,2 чоловіків також старших 18 років.
Середній дохід на одне домашнє господарство  становив 78 919 доларів США (медіана — 77 000), а середній дохід на одну сім'ю — 85 830 доларів (медіана — 86 932). Медіана доходів становила 50 625 доларів для чоловіків та 34 196 доларів для жінок. За межею бідності перебувало 2,7 % осіб, у тому числі 4,9 % дітей у віці до 18 років та 5,5 % осіб у віці 65 років та старших.
Цивільне працевлаштоване населення становило 409 осіб. Основні галузі зайнятості: освіта, охорона здоров'я та соціальна допомога — 26,7 %, роздрібна торгівля — 13,9 %, виробництво — 12,0 %.